# Іда Ангальт-Бернбург-Шаумбург-Гоймська
 Іда Ангальт-Бернбург-Шаумбург-Гоймська (нім. Ida von Anhalt-Bernburg-Schaumburg-Hoym, 10 березня 1804 — 31 березня 1828) — принцеса Ангальт-Бернбург-Шаумбург-Гоймська з дому Асканіїв, донька князя Ангальт-Бернбург-Шаумбург-Гойму Віктора II та принцеси Нассау-Вайльбург Амалії, дружина наслідного принца Августа Ольденбурзького.

## Біографія
Іда народилась 10 березня 1804 року у замку Шаумбург. Вона була молодшою, четвертою, донькою в родині принца Ангальт-Бернбург-Шаумбург-Гойму Віктора та  його дружини Амалії Нассау-Вайльбург. Дівчинка мала старших сестер Ерміну, Адельгейду та Емму.
Країною в цей час правив їхній дід Карл Людвіг. 1806 року він помер, і князівство успадкував їхній батько. 1812 року сам Віктор II пішов з життя. Після нетривалого правління дядька Фрідріха, князівство увійшло до складу Ангальт-Бернбурга. Матір наступного року вийшла заміж вдруге за барона Фрідріха фон Бархфельда і народила сина Фрідріха Густава.
Іда виросла разом з сестрами в Гоймі та отримала ретельну освіту.

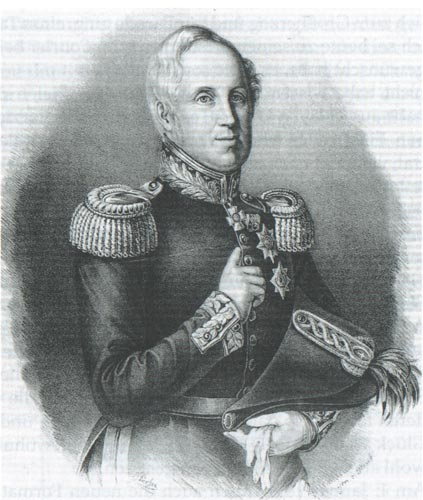
Август Ольденбурзький

У 21-річному віці вона побралася із 41-річним наслідним принцом Ольденбурзьким Августом. Наречений був удівцем її старшої сестри Адельгейди і мав двох маленьких донечок від першого шлюбу. Перед весіллям пара активно листувалася. Іда також турбувалася про виховання небог, що робило її ідеальною кандидатурою на роль дружини.
Вінчання відбулося в Ольденбурзі 24 червня 1825 року. Разом подружжя прожило менше трьох років. У них народився єдиний син. Після пологів Іда так остаточно і не видужала. Вона пішла з життя 31 березня 1828 ще зовсім молодою. Поховали її в склепінні мавзолею на цвинтарі Гертруди в Ольденбурзі.
За рік Август став великим герцогом. 1831 року він одружився втретє із Сесилією Шведською.

## Родина
Чоловік —  Август I (великий герцог Ольденбургу)
Діти:
- Ніколаус Фрідріх Петер (1827—1900) — наступний великий герцог Ольденбурзький у 1853—1900 роках, був одружений з Єлизаветою Саксен-Альтенбурзькою, мав двох синів.

## Вшанування пам'яті
- 1893 року великий князь Ольденбурзький Петер II видав наказ щодо йменування колонії в західному каналі містечком Ідафен на честь своєї матері, Іди Ангальт-Бернбург-Шаумбург-Гоймської.[4] Наразі є частиною комуни Остраудерфен у Східній Фрісландії у Нижній Саксонії.